# Karol Józef de Virion
Karol Józef de Virion herbu Leliwa (ur. 22 sierpnia 1749 w Nancy, zm. w 1817 w Bychowszczyźnie) – polski lekarz, chirurg i szlachcic, pochodzący z Francji. Doktor medycyny, medyk chorągwi skarbowej, naczelny lekarz wojsk litewskich, nadworny konsyliarz, członek Zakonu Maltańskiego.
Kawaler medalu „Merentibus” i orderu Legii Honorowej.

## Życiorys
Karol urodził się we Francji, przybył do Rzeczypospolitej ok. 1775 roku. Z wykształcenia był lekarzem i chirurgiem, dlatego początkowo pracował u Radziwiłłów w Nieświeżu. Z czasem zaczął prowadzić prywatną praktykę w Grodnie. Sprawował też funkcję medyczną w chorągwi skarbowej, posługując się tytułem „medicus serenissimae Reipublicae”.
W latach 1778–1781 był wykładowcą w szkole lekarskiej w Grodnie, którą założył Antoni Tyzenhauz h. Bawół, aż do chwili zamknięcia uczelni. Pomimo, że nostryfikował dyplom na Uniwersytecie Wileńskim i uzyskał tytuł doktora medycyny, nie przyjął jednak propozycji objęcia tamtejszej katedry anatomii, pozostając jedynie członkiem korespondentem uczelni.
Po zamknięciu szkoły przeniósł się do Warszawy, gdzie król Stanisław August mianował go naczelnym lekarzem wojsk litewskich oraz nadwornym konsyliarzem. Uczestniczył także w słynnych „obiadach czwartkowych”. Za osiągnięcia naukowe otrzymał od króla złoty medal „Merentibus” oraz różne nagrody, w tym kamienicę w Grodnie. W 1790 roku został nobilitowany i przyjęty do herbu Leliwa. 
Karol Józef de Virion został przyjęty do Zakonu Maltańskiego przez wielkiego przeora, księcia Adama Ponińskiego herbu własnego – ówczesnego podskarbiego koronnego. Nadano mu również prawo dziedzicznego przekazywania tytułu kawalera maltańskiego według zasady pierworództwa. 
Po upadku Rzeczypospolitej Karol Józef de Virion został mianowany radcą dworu (sowietnikiem). W 1812 roku uczestniczył w wyprawie Napoleona na Rosję jako naczelny lekarz szpitali Wielkiej Armii. Za zasługi został odznaczony przez Napoleona orderem Legii Honorowej w Moskwie, inne źródła historyczne przypisują, że otrzymał wówczas Order Świętego Włodzimierza (IV klasy).
Oprócz dóbr w Liszkach, które objął na zasadzie zastawu, zakupił od księcia Dominika Radziwiłła majątek Bychowszczyzna (dziś Bychowszczyzna Mała i Bychowszczyzna Wielka) w ziemi słuckiej. Z małżeństwa zawartego w 1790 roku z Katarzyną Dziekońską (1768–1848) herbu Korab, córką Antoniego Dziekońskiego, miał czworo dzieci: córkę Monikę, która wyszła za mąż najpierw za Macieja Świeżyńskiego herbu Półkozic, a potem za Wincentego Laskowicza herbu Korab; syna Jana Tadeusza (1795–1873), który ożenił się z Marianną baronówną Brunnow (1810–1873); młodszą córkę Józefę, żonę Franciszka Pilawskiego herbu Ostoja; oraz syna Aleksandra (1806–1832), którego córką była Maria (1845–1860), absolwenta studiów filozoficznych.